# شرکت تجاری
شرکت‌ تجاری، (به انگلیسی: Trading company) شرکتی است که با گونه‌های متفاوتی از محصولات و مشتریان (مصرف‌کنندگان، کسب‌وکارها و دولت‌ها) سروکار دارد. شرکت‌های تجاری دامنه گسترده‌ای از محصولات مشخص را خریداری کرده، انبار یا فروشگاهی را اداره می‌نمایند و محصولات را به مشتریان تحویل می‌دهند. این شرکت‌ها ممکن است در بازرگانی بین‌المللی (صادرات و واردات) یا در بازرگانی داخلی (عمده فروشی یا خرده فروشی) فعالیت کنند.
یک گروه بازرگانی می‌تواند متشکل از چندین شرکت تجاری وابسته باشد، همان‌طور که یک شرکت تجاری می‌تواند از چندین بنگاه تجاری وابسته تشکیل شود.
عنوان شرکت تجاری بر شرکت‌هایی که در تولید یا خدمات فعال هستند نیز قابل اطلاق است، چراکه آن‌ها مواد اولیه و تدارکات را خریداری کرده، سپس محصول یا خدمات تولیدی را به فروش می رسانند و از این تجارت کسب درآمد کرده و به فعالیت خود ادامه می‌دهند.

## تعاریف شرکت تجاری از دیدگاه حقوقی
- شرکت تجاری اجتماع دو یا چند شخص حقیقی یا حقوقی به منظور انجام عملیات تجاری و کسب سود را گویند.[۱]
- شرکت تجاری قراردادی است میان دو یا چند شخص که بنا بر آن هر یک از شرکاء آورده ای با خود به شرکت می آورد با این وصف که مالکیت هر شریک نسبت به آورده اش منحل می گردد و آورده ها به مالکیت شخص حقوقی شرکت در می آید و سود و زیان نیز به نسبت مقرری بین ایشان تقسیم گردد.[۲]
- شرکت تجاری عبارت است از سازمانی که بین دو یا چند نفر تشکیل می شود که در آن هر یک سهمی به صورت نقد یا جنس یا کار خود در بین می گذارند تا مبادرت به عملیات تجاری نموده و منافع و زیان های حاصله را بین خود تقسیم کنند.[۳]